# Ћосинац (Плетерница)
Ћосинац (до пописа 1991. — Ћошинци) је насељено место у саставу града Плетернице, у Славонији, Република Хрватска.

## Историја
До нове територијалне организације налазило се у саставу бивше велике општине Славонска Пожега.

## Становништво
Насеље је према попису становништва из 2011. године имало 54 становника.
| Националност       | 1991.       |
| Срби               | 30 (40,54%) |
| Хрвати             | 27 (36,48%) |
| Југословени        | 14 (18,91%) |
| остали и непознато | 3 (4,05%)   |
| Укупно             | 74          |